# Abasanistus rubricornis
Abasanistus rubricornis är en tvåvingeart som beskrevs av Kertesz 1923. Abasanistus rubricornis ingår i släktet Abasanistus och familjen vapenflugor. Inga underarter finns listade i Catalogue of Life.